# Słowa telefoniczne

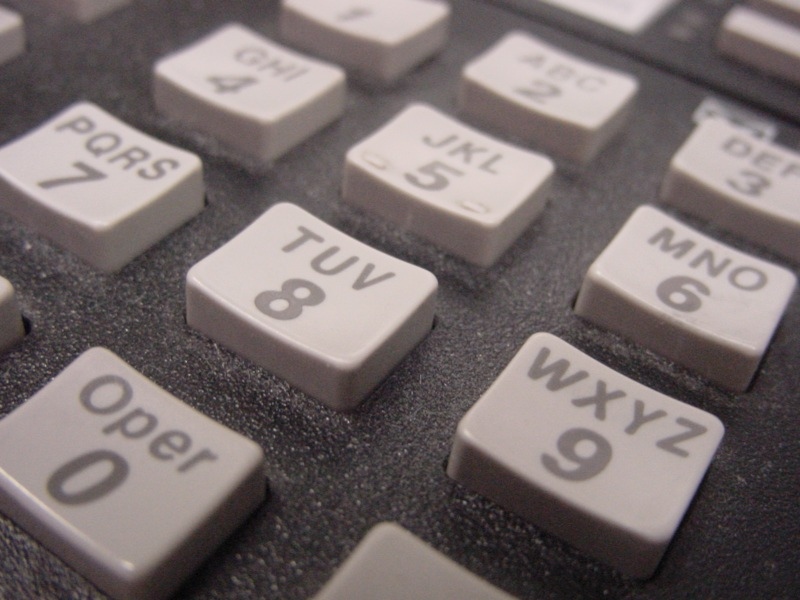
Klawiatura telefoniczna z literami przypisanymi poszczególnym klawiszom

Słowa telefoniczne (ang. phonewords), znane w wielu krajach jako vanity numbers – literowe odpowiedniki numeru telefonu, w których kombinacja cyfr numeru telefonicznego zostaje zastąpiona odpowiednim akronimem lub frazą będącą nazwą lub hasłem reklamowym przedsiębiorstwa lub usługi. Prostym przykładem jest 801 1 ORLEN (gdzie „O” odpowiada na klawiaturze telefonu cyfrze 6 itd.), będący w rzeczywistości numerem „801 167 536”. Jest to sposób przedstawiania numeru telefonicznego przeznaczony głównie dla podmiotów gospodarczych chcących w łatwy sposób wyróżnić się spośród konkurencji. Słowa telefoniczne korzystają z techniki pamięciowej zwanej mnemotechniką. Słowa telefoniczne są łatwiejsze do zapamiętania niż standardowe numery telefoniczne, co zostało wykazane na podstawie badań rynkowych przeprowadzonych w Stanach Zjednoczonych i Australii. Korzystanie ze słów telefonicznych powoduje także 3-krotnie większą liczbę generowanych połączeń, w odpowiedzi na reklamę telewizyjną i radiową, w porównaniu do numeru przedstawianego za pomocą cyfr.

## Vanity numbers w Stanach Zjednoczonych
Słowa telefoniczne w USA stosowane są od początku lat 80. XX wieku. Ich pochodzenie kojarzone jest przede wszystkim ze stosowanymi oznaczeniami central telefonicznych w dawnych czasach. Najbardziej rozpoznawalnymi numerami telefonicznymi wyposażonymi w słowa są darmowe numery zaczynające się od prefiksu 800, czyli tak zwane vanity 800 numbers. Gwałtowny przyrost liczby klientów korzystających z tego specjalnego numeru telefonicznego spowodowała dodanie kolejnej puli numerów zaczynających się od kodów 855, 866, 877 lub 888. W celu zwiększenia korzyści, płynących ze stosowania słów telefonicznych, przedsiębiorcy reklamujący się za pomocą takich numerów jak 1800-FLOWERS, tworzą strony internetowe z adresami zawierającymi ich numer telefoniczny.

## Słowa telefoniczne w Australii
Słowa telefoniczne oficjalnie zostały wprowadzone w sierpniu 2004 roku po wydaniu przez ACMA odpowiednich zakresów numerów. Według badań rynkowych przeprowadzonych przez Roy Morgan Research, 92% Australijczyków ma świadomość istnienia alfanumerycznego wybierania numeru telefonicznego. Możliwość uzyskania takiego numeru odbywa się drogą licytacji na jednej z licznych stron internetowych przeznaczonych do tego celu. Obecnie można wyróżnić trzy najczęściej stosowane typy słów telefonicznych w tym kraju. Pierwszy z nich reprezentują numery zaczynające się od prefiksu 1800 będące australijskim odpowiednikiem tak zwanych vanity 800 numbers. W ich przypadku koszty połączeń dla dzwoniących są wolne od opłat. Kolejny rodzaj stanowią numery zaczynające się od prefiksu 1300. Numery te są tanie w utrzymaniu, jednak osoba dzwoniąca ponosi koszty jak za standardową rozmowę telefoniczną. Oba rodzaje numerów składają się z 10 cyfr. Inaczej sytuacja ma się w przypadku dwucyfrowego prefiksu 13, który składa się na 6-cyfrowy numer telefoniczny. Jest on skierowany przede wszystkim dla średnich i dużych przedsiębiorstw posiadających dużą liczbę połączeń. Cena wynajmu takiego numeru jest największa. Spowodowane jest to krótkim ciągiem znaków łatwych do zapamiętania w stosunku do innego 10-cyfrowego słowa telefonicznego. Podobnie jak w przypadku numerów zaczynających się od 1300 za rozmowę płaci osoba wykonująca połączenie.

## Słowa telefoniczne w Polsce
W Polsce w bardzo małym stopniu wykorzystywane są możliwości, jakie dają słowa telefoniczne. Samo określenie jest prawie w ogóle nie spotykane, jedynie nieliczne osoby są świadome istnienia tego specjalnego numeru telefonu. Pomimo tego niektóre przedsiębiorstwa stosowały i nadal stosują tę metodę prezentacji numeru. W każdym przypadku jest to jednak tylko dodatek do standardowej wersji numeru telefonicznego. Numerami takimi pochwalić się może spółka KONE ze swoim numerem „800 KONE 00", bądź też Nordea Bank i jego numer „801 Nordea”.

## Overdialing
Overdialing odnosi się do sytuacji, gdy wybrane przez nas słowo telefoniczne jest dłuższe niż standardowa długość numeru telefonicznego. W przypadku numeru 61KOMPUTERY (61566788379), gdzie numer bazowy reprezentowany jest przez 9 cyfr (615667883), ostatnie dwie cyfry (79) reprezentowane przez litery R i Y są nadmiarowe. Wybranie ich jednak nie powoduje żadnych problemów wynikających z poprawnym nawiązaniem połączenia. Taki zabieg umożliwia stworzenie ciekawszych haseł prezentujących numer telefoniczny. Bez względu na liczbę wybranych cyfr w numerze telefonu, o ile część podstawowa jest poprawna, połączenie powinno zostać nawiązane. Jednak z pewnych względów podmioty oferujące słowa telefoniczne zalecają nie przekraczać dwóch lub trzech nadmiarowych cyfr.